# Czwórka (obraz Józefa Chełmońskiego, 1880)
Czwórka (W stepie) – obraz olejny autorstwa Józefa Chełmońskiego, namalowany w 1880 roku.

## Historia

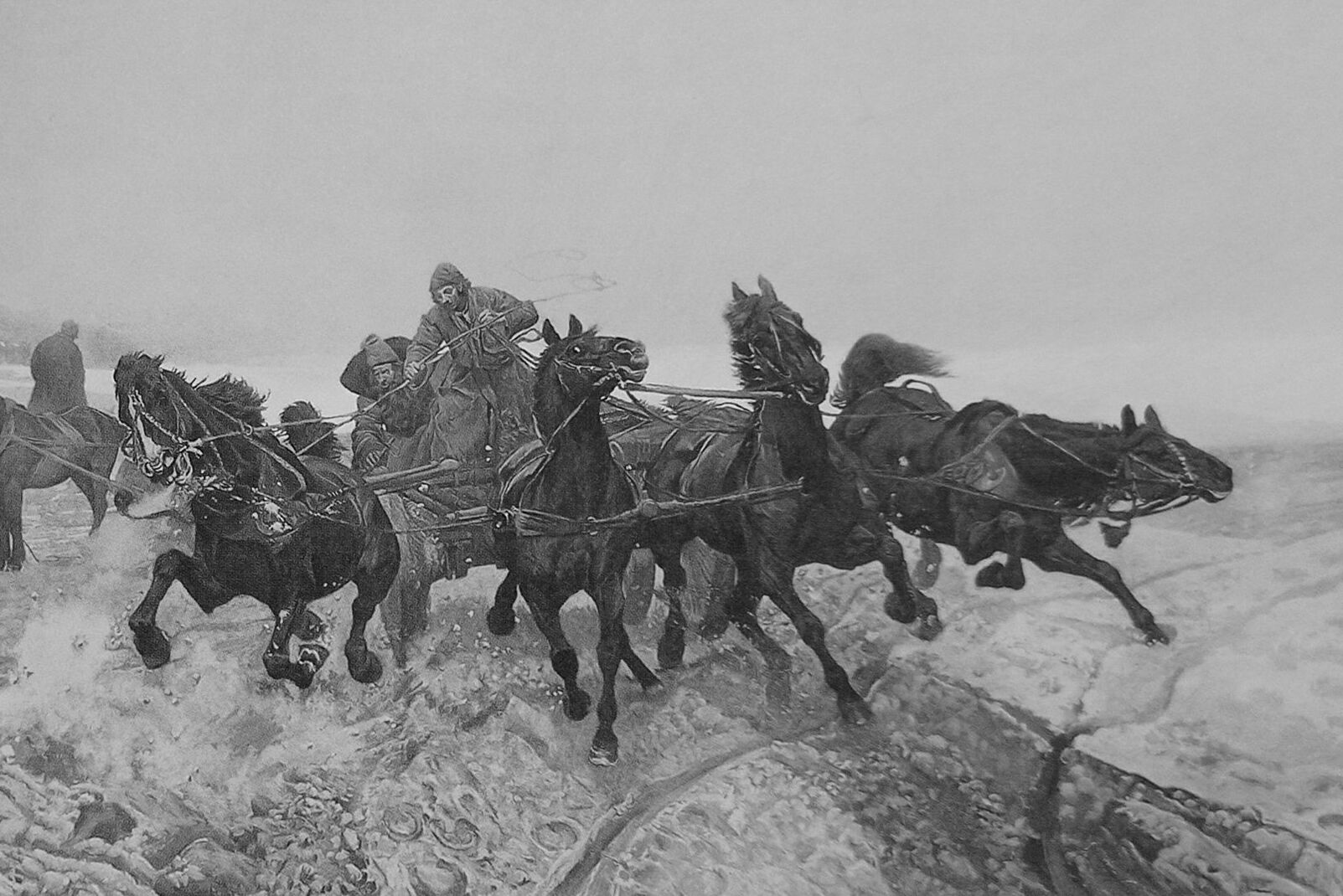
Fragment obrazu Powrót z jarmarku. Wspomnienie Ukrainy z czwórką (1878)

Motyw rozpędzonego zaprzęgu z czterema końmi, które pędzą na widza pojawił się na obrazie Powrót z jarmarku, którego dwie wersje powstały w 1878 roku. Obraz pt. Powrót z jarmarku. Wspomnienie Ukrainy (Czwórka spienionych koni w śniegu) został dobrze przyjęty w Paryżu, przez co Chełmoński wielokrotnie wracał do motywu czwórki. 
Płótno zostało kupione zapewne od autora 7 czerwca 1881 roku przez firmę Goupil & Cie (zob. Adolphe Goupil) za 1000 franków. Sprzedano je 25 maja 1887 roku za 352,70 franków; kupił je Eugène Jean Louis Escribe, marszand z Paryża. Miał go w swojej kolekcji dr Franciszek Goldberg-Górski w latach 10. i 20. XX wieku. Muzeum Narodowe w Warszawie po wstępnym zainteresowaniu nabyciem dzieła odrzuciło jego zakup w 1928 roku, kupiło go dopiero 13 maja 1953 roku od Edmunda Mętlewicza, polskiego przedsiębiorcy i kolekcjonera. Obraz był przechowywany jako depozyt w pałacu w Radziejowicach od 1965 do 1967 roku oraz od 1976 do 1977 roku. Był także zdeponowany w Muzeum w Łowiczu od 1978 do 1992 roku. Dzieło znajduje się w kolekcji Muzeum Narodowego w Warszawie (nr inw. MP 1927 MNW).
W oparciu o tenże obraz powstało największe płótno Chełmońskiego pt. Czwórka z 1881 roku. 

## Charakterystyka

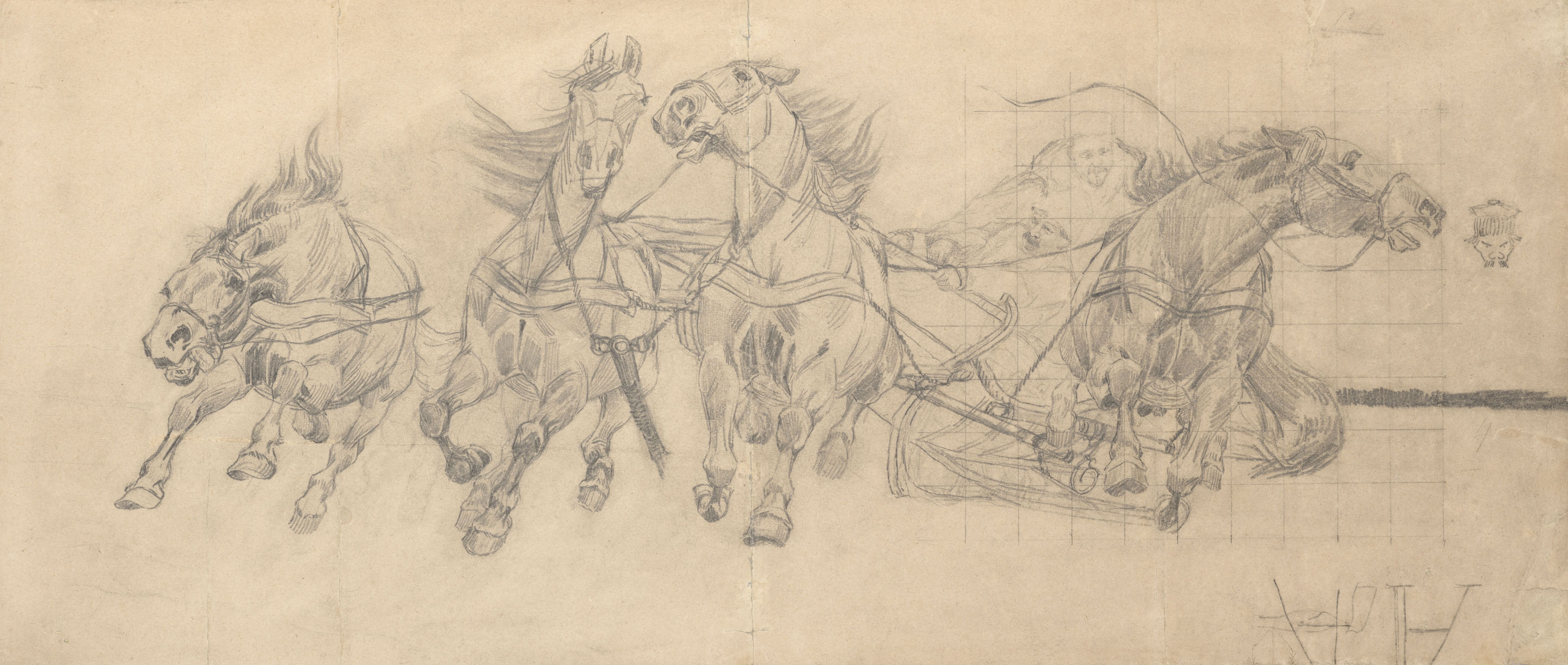
Studium koni do obrazu Czwórka (około 1880)

Obraz został namalowany techniką olejną na płótnie o wymiarach 52,5 na 190 cm, sygnowany w prawym dolnym rogu: JOSEPH CHELMONSKI / 1880 à paris.
Przedstawiona scena rozgrywa się w pochmurny dzień; na stepie, który pokrywa roztapiający się śnieg pędzi wóz z czterema karymi końmi, pojazdem powozi młody człowiek ubrany na biało, na głowie ma skórzaną czapkę; jego pasażerem jest starszy mężczyzna, który trzyma fajkę.